# Waterloo Maple
Pour les articles homonymes, voir Waterloo (homonymie).
Waterloo Maple Inc. (aussi appelé Maplesoft) est une entreprise canadienne du secteur informatique dont le siège social est situé à Waterloo, dans la province de l'Ontario. Elle est connue pour le logiciel de calcul formel Maple.
Waterloo Maple fonctionne actuellement avec le nom Maplesoft.
Il a été incorporé la première fois avec le nom Waterloo Maple Software en avril 1988 par Keith Geddes et Gaston Gonnet, qui étaient professeurs dans le groupe symbolique de calcul, une partie du département d'informatique à l'Université de Waterloo.
De juillet 1998 à août 2003, le siège social de Waterloo Maple était situé dans l'ancien Seagram Museum, lui-même bâti à l'emplacement de la distillerie primitive de Seagram.